# Gonia simillima
Gonia simillima är en tvåvingeart som beskrevs av Vimmer och Victor Gerald Soukup 1940. Gonia simillima ingår i släktet Gonia och familjen parasitflugor.
Artens utbredningsområde är Peru. Inga underarter finns listade i Catalogue of Life.